# Tây Hạ Cảnh Tông
Tây Hạ Cảnh Tông (chữ Hán: 西夏景宗; 7 tháng 6, 1003-9 tháng 1, 1048), tên thật là Thác Bạt Nguyên Hạo (拓跋元昊), sau lấy quốc tính của nhà Đường thành Lý Nguyên Hạo (李元昊) và nhà Tống thành Triệu Nguyên Hạo (赵元昊),, sau đổi tên thành Ngôi Danh Nãng Tiêu (嵬名曩霄) hay Ngôi Danh Nãng Ninh (嵬名曩甯) là vị Hoàng đế khai quốc của triều đại Tây Hạ trong lịch sử Trung Quốc, trị vì từ năm 1032 đến năm 1048.

## Xuất thân và khởi nghiệp
Lý Nguyên Hạo, có tài liệu chép là tên chữ Hán là Lý Nguyên Mân, tên Đảng Hạng là Thác Bạt Nang Tiểu, là con trai của Lý Đức Minh - thủ lĩnh của tộc Đảng Hạng. Mẹ ông có tên là Vệ Mộ, họ là Mộ Dung (Mộ Dung là dòng họ lập ra nước Nam Yên (398-410) thời Ngũ Hồ thập lục quốc). Từ nhỏ, ông là một cậu bé thông minh, ham học, thích nghiên cứu những điều lý thú trong thiên nhiên. Nhờ sự học hành giỏi giang đó, khi lớn lên, Lý Nguyên Hạo là một người có học thức uyên bác. Ông lại thông giỏi 2 thứ tiếng: tiếng Tây Tạng và tiếng Trung (chữ Hán). Ngay từ tuổi thiếu thời đến khi trưởng thành, ngoài việc học hành, Nguyên Hạo còn được huấn luyện trở thành một nhà chiến lược quân sự xuất chúng.
Năm 1028, theo lệnh của cha ông thống lãnh quân Đảng Hạng đánh chiếm Cam Châu, thừa thắng tấn công cả phủ Tây Lương, khống chế cả vùng phía Tây Hoàng Hà và khu vực Hà Thao. Do chiến công này, Lý Đức Minh đã lập ông làm Thái tử, dự định sẽ lập quốc.

## Kiến quốc xưng đế
Sau khi cha của ông mất vào năm 1032, ông lên kế vị cha làm thủ lĩnh, lãnh tước phong Định Nan quân Tiết độ sứ, Tây Bình vương. Nước Liêu phong ông làm Hạ quốc vương. Tuy xưng phiên thần với cả Tống Liêu, nhưng thực tế ông xây dựng chính quyền độc lập, tự xưng là "Ngột tốt", tức "thiên tử" trong tiếng Đảng Hạng. Việc làm này bị các quý tộc Đảng Hạng phản đối, tuy nhiên, ông không nhượng bộ, dùng các thủ đoạn tàn khốc triệt để tiễn trừ cựu phái. Bên cạnh đó, ông cũng tích cực tự gây dựng cho mình một lực lượng quân đội hùng mạnh gồm 50 vạn quân, nhằm đủ sức bảo vệ lãnh thổ Đảng Hạng mà cả Tống Liêu đều dòm ngó.
Khi làm thủ lĩnh, Lý Nguyên Hạo kế thừa ước mơ của cha và ông nội là kiến quốc, xưng đế, xây dựng một triều đại thịnh vượng. Ông sinh ra trong thời buổi li loạn, đất nước Trung Quốc có loạn, nhà Đường mất, rồi tiếp đó là thời kỳ Ngũ Đại Thập Quốc. Sau đó, thời kỳ này cũng chấm dứt, nhà Tống lên thay. Quân đội nhà Tống tích cực bành trướng lãnh thổ, mong muốn thống nhất Trung Nguyên. Tống binh từng đem binh đánh sang miền đất của ông, kết quả bị ông đánh cho đại bại. Phải nói trong cuộc lãnh đạo quân đội của mình chống xâm lăng, ông là "một người lãnh đạo bền bỉ và mạnh mẽ".
Năm 1034, Lý Nguyên Hạo đem quân tấn công lộ Hoàn Khánh, kết quả là đại thắng, bắt được tướng Tống là Tề Tông Củ. Sau đó, Cảnh Tông chuyển hướng sang tấn công tộc Duy Ngô Nhĩ ở phía Tây vào năm 1036. Cuộc chiến với người Duy Ngô Nhĩ có vẻ mang lại nhiều thắng lợi hơn, ông thắng được bộ tộc này, chiếm lấy một dải đất rộng lớn mà ngày nay chính là tỉnh Cam Túc. Để chiếm được một miền đất rộng lớn như vậy cũng phải mất một thời gian hơi lâu.
Ngày 11 tháng 10 năm Đại Khánh thứ 2 (10 tháng 11 năm 1038), Lý Nguyên Hạo chính thức lên ngôi hoàng đế, lấy quốc hiệu là Đại Hạ, đóng đô tại phủ Hưng Khánh (nay là Ngân Xuyên, khu tự trị Ninh Hạ, Trung Quốc). Nhà Tống chỉ gọi Đại Hạ của ông là Tây Hạ.

## Văn trị võ công
Ngay khi lên ngôi hoàng đế, Cảnh Tông sai đại thần Gia Luật Nhân Vinh phỏng theo văn tự Khiết Đan, lập ra chữ viết Tây Hạ, dốc sức phát triển văn hóa, giáo dục. Bên cạnh đó, Cảnh Tông 3 lần phát động chiến dịch đánh Tống: Tam Xuyên (nay thuộc Diên An, Thiểm Tây), Hiếu Thủy (nay thuộc Long Đức, Ninh Hạ) và Định Xuyên (nay thuộc Cố Nguyên, Cam Túc) và đều thắng lớn cả ba trận. Quân Tây Hạ cũng đụng độ với quân Liêu và đại thắng ở trận núi Hạ Lan, từ đó khẳng định vị thế chân vạc với Tống - Liêu.
Mục tiêu của Cảnh Tông là chiếm giữ vùng đất Quan Trung, nên dốc lực công phá Trường An, tuy nhiên quân Tống ngoan cường chống trả, đánh bại quân Tây Hạ. Do phát động chiến tranh liên tục làm ảnh hưởng đến kinh tế Tây Hạ, binh lực cũng không đủ sức tham chiến dài lâu, Cảnh Tông buộc phải ký hòa ước Khánh Lịch 1044 với Tống, qua đó tạo uy hiếp với Liêu quốc. Dù phải xưng thần với Tống và Tống Nhân Tông công nhận Cảnh Tông là quốc vương xứ Thổ Phồn (Hạ quốc vương), nhưng đổi lại, nhà Tống mỗi năm phải "cho" trà và bạc mỗi thứ 25 vạn rưỡi lạng cho Tây Hạ. Tuy quân Tây Hạ rút đi để trả lại thành cho nhà Tống, khi rút lui, họ dùng chiến lược tiêu thổ, mang đi hoặc đốt cháy quân dụng của Tống. Nhà Tống chỉ còn tiếp nhận được những tòa thành rỗng không.
Sau khi đình chiến với Tống, Cảnh Tông bắt đầu thời kỳ xây dựng đất nước. Đầu tiên, ông ra sức củng cố chính quyền, dùng những người Hán làm cố vấn trong triều. Bản thân Cảnh Tông cũng biết tiếng Hán, cũng hâm mộ văn hóa Hán, nên từ cải cách, củng cố đến tổ chức của ông cũng đều y theo người Hán. Lối xưng hô, cách ăn mặc, cách học tập cũng như vậy. Ông khuyến khích quan dân học tiếng Hán, cho in ấn nhiều sách vở, dịch văn tự từ tiếng Hán sang tiếng Thổ Phồn.
Tuy trọng văn hóa Trung Hoa, nhưng Cảnh Tông cũng cố gắng không để cuộc sống văn minh xa hoa của người Hoa ảnh hưởng vào nước mình, vì nó sẽ làm nản ý chí dân tộc của ông, lâu dần sẽ mất đi tính chất mạnh mẽ hiếu chiến của người Thổ Phồn, đó là điều ông không muốn. Ông cũng giảm đi và rồi cắt đứt quan hệ giao thương với nhà Tống, và cố gắng để cho đất nước của mình không bị Hán hóa quá đậm.

## Cái chết
Suốt thời gian 16 năm ở ngôi, tuy có nhiều thành tựu văn trị vũ công, nhưng bản chất Cảnh Tông là người tàn bạo, lo sợ nạn ngoại thích, nghi kị công thần, thường xuyên tùy tiện giết hay bãi miễn đại thần. Về sau, Cảnh Tông trở nên đam mê tửu sắc, hoang phí quốc khố.
Do Cảnh Tông hoang dâm, cướp con dâu mình là vợ của thái tử Ninh Lệnh Ca, sủng ái Một Tạng phu nhân, phế truất hoàng hậu Dã Lợi gây nên sự phẫn uất của hai người. Tháng 1 âm lịch năm 1048, hai mẹ con hợp mưu sát Cảnh Tông. Cảnh Tông bị thái tử đâm và chết vì mất máu. Tướng quốc Một Tạng Ngoa Bàng lập tức bắt giữ và xử tử cả hai người, đồng thời hợp mưu với đại tướng Nặc Di Thưởng, lập chị mình là hoàng hậu Một Tạng Hắc Vân làm thái hậu và đưa cháu mình là Lý Lượng Tộ lên kế vị, chính là Tây Hạ Nghị Tông, truy tôn thụy hiệu Cảnh Tông Vũ Liệt hoàng đế, an táng ông tại Thái lăng, Hưng Khánh phủ.